# Panel táctil

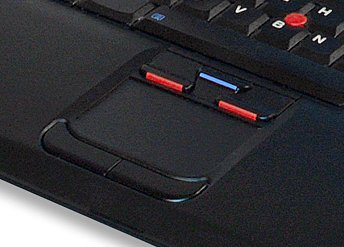
El touchpad de un ordenador portátil.

Un panel táctil (en inglés: touchpad) es un dispositivo que permite controlar un cursor o facilitar la navegación a través de un menú o de cualquier interfaz gráfica.
La mayoría de los paneles táctiles se sitúan generalmente en la parte inferior de los teclados de los ordenadores portátiles y toman la función de los ratones de los ordenadores de sobremesa. Son generalmente de forma rectangular y acompañados de uno, dos o más botones que representan los botones de un ratón.
La posición del dedo se calcula con precisión basándose en las variaciones de la capacidad mutua en varios puntos hasta determinar el centro de la superficie de contacto. La resolución de este sistema es de hasta 1/40 mm. Además se puede medir también la presión que se hace con el dedo. 
No se pueden utilizar lápices u otros materiales no conductores como punteros. 
Es muy resistente al entorno. Soporta perfectamente polvo, humedad, electricidad estática, etc. Además es ligero, fino y puede ser flexible o transparente.